# هدفون‌های حذف‌ساز نویز

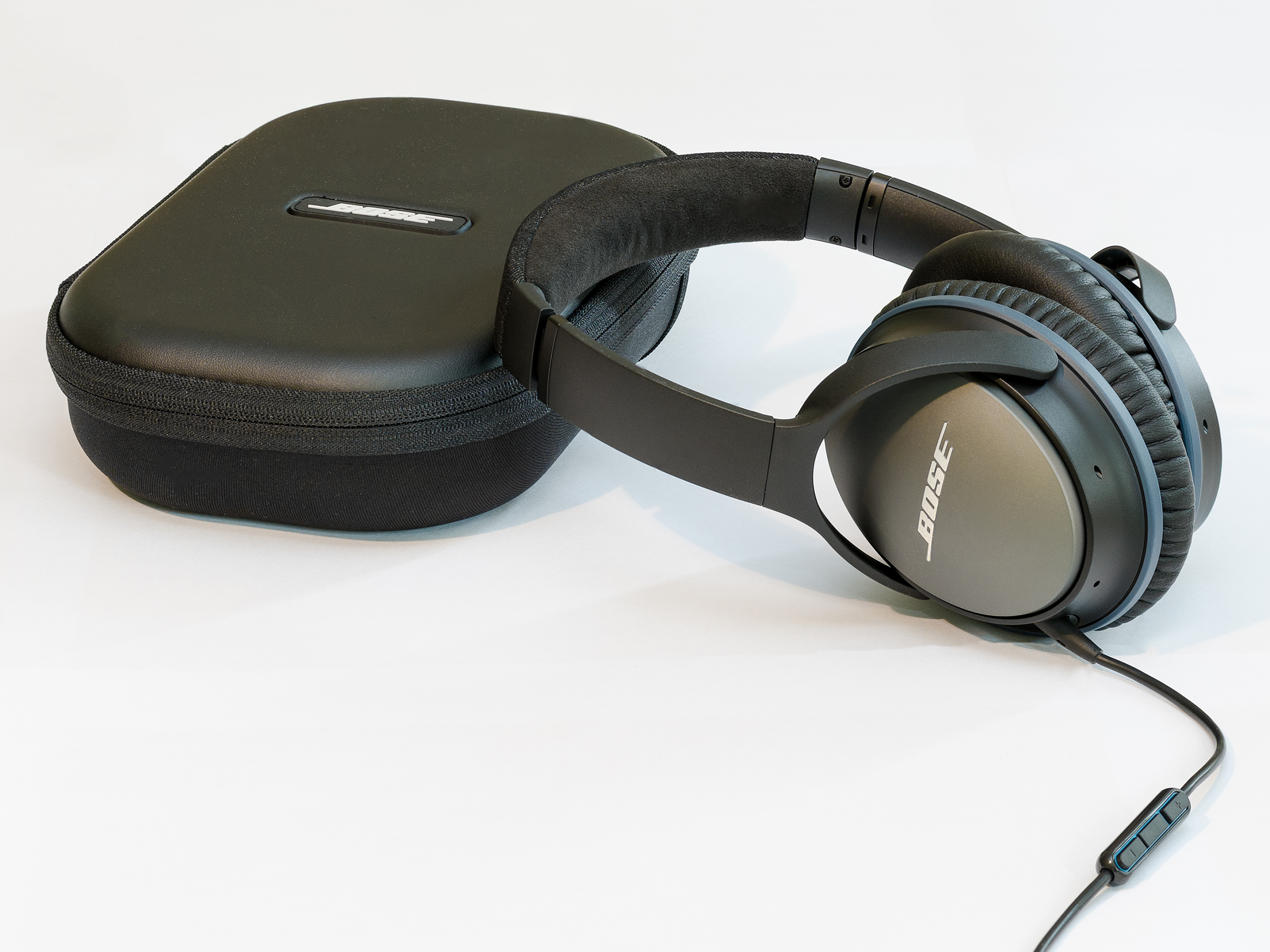
نمونه‌ای از هدفون‌های نویزحذف‌ساز

هدفون‌های حذف‌سازنویز (به انگلیسی: Noise-cancelling headphones) یا هدفون‌های نویزحذف‌ساز یا هدفون‌های نویززدا، هدفون‌هایی هستند که که با استفاده از کنترل نویزِ فعال صداهای ناخواستهٔ محیط را کم می‌کنند. این‌ها با هدفون‌های غیرفعال متفاوت هستند، صدای محیط را اصلاً کاهش نمی‌دهند، از روش‌هایی مانند عایق صوتی استفاده می‌کنند.
حذف‌سازی نویز گوش دادن به محتوای صوتی را بدون افزایش چشمگیر آن، ممکن می‌سازد. همچنین به خوابیدن مسافر در یک وسیله نقلیه با صدای زیاد مانند هواپیما کمک می‌کند. در یک محیط هواپیمایی، هدفون‌های نویزحذف‌ساز نسبت سیگنال به نویز را به قدر زیادی بیشتر از هدفون‌های کاهش دهنده نویز غیرفعال یا حالت بی‌هدفون افزایش می‌دهند و شنیدن اطلاعات مهم مانند اطلاعیه‌های ایمنی را راحت‌تر می‌کنند. هدفون‌های حذف نویز می‌توانند به اندازه کافی گوش دادن را بهبود ببخشند تا به‌طور کامل اثر یک فعالیت همزمان که موجب حواس‌پرتی می‌شود را خنثی کنند.

## ایده
برای حذف کردن بخش‌هایی با فرکانس پایین‌تر نویز، هدفون‌های نویزحذف‌ساز از کنترل فعال صدا یا ANC بهره می‌برند. یک میکروفون صداهای مورد هدف محیط را جذب می‌کند و یک تقویت‌کننده کوچک امواج صوتی که دقیقاً با صدای‌های ناخواسته هم فاز نیستند را تولید می‌کند. وقتی که فشار صوتیِ موج صدا بالا است، موج حذف کننده کم است (و بالعکس). امواج صوتی مخالف با هم دچار تصادم می‌شوند و خنثی یا «حذف» می‌شوند. اغلب هدست‌های حذف صدا در بازار مصرفی، شکل موج حذف صدا را در زمان واقعی به کمک فناوری آنالوگ تولید می‌کنند. در مقابل، سایر محصولات کنترل نویز و ارتعاش فعال از پردازش دیجیتال نرم در زمان واقعی استفاده می‌کنند.

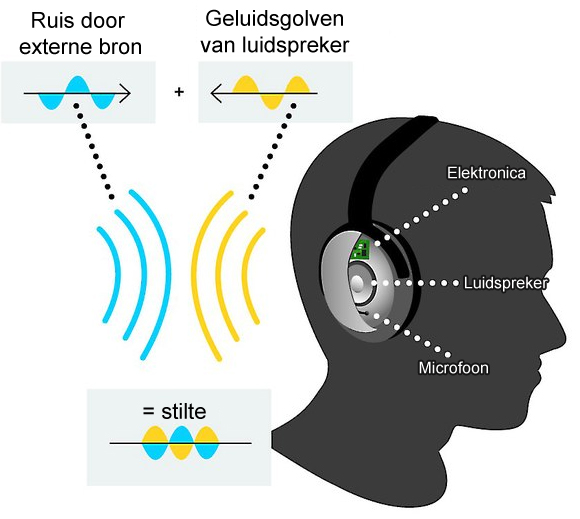
شکل طرح‌واره از کارکرد هدفون حذف صدا

تمرکز حذف صدا روی صوت‌های یکنواخت و بی‌حرکت مانند صدای جاده است و بر روی صداهای کوتاه/تند مانند صوت‌ها یا شکستن شیشه اثرگذاری زیادی ندارد. همچنین در حذف نویزهای فرکانس بالاتر مانند صدای افشانه بی تأثیر است. هدفون‌های نویزحذف‌ساز معمولاً عایق صدا را با ANC ترکیب می‌کنند تا کاهش صدا را در طیف فرکانس به حداکثر برسانند. همچنین حذف صدا می‌تواند بدون عایق صدا برای آسان‌تر شنیدن صداهای مورد هدف (مانند صوت‌ها) استفاده شود. حذف نویز برای خنثی‌سازی صدای محیط به دلیل جریان موردنیاز هرگز غیرفعال نیست، بنابراین ارجاع به حذف صدای غیرفعال در حقیقت به کالاهایی اشاره دارد که دارای عایق صدا هستند.
برای منع رسیدن صدای فرکانس بالاتر به گوش، اغلب هدفون‌های خنثی کننده صدا به ایزوله شدن یا عایق صدا وابسته هستند. صدا با فرکانس بالاتر طول موج کوتاه تری دارد، و خنثی کردن این صدا به مکان‌یابی دستگاه‌هایی برای یافتن و بی‌اثر کردن آن در نزدیکی پرده گوش شنونده نسبت به آنچه در حالت فعلی از نظر فنی ممکن است، نیازمند می‌باشد یا به محاسبات دیجیتالی نیاز دارد که لوازم الکترونیکی هدفون را پیچیده می‌سازد.
هدفون‌های نویزحذف‌ساز مقدار صدایی که می‌توانند بر حسب دسی بل خنثی کنند را تعیین می‌نمایند. این‌عدد می‌تواند برای مقایسه کردن کالاها کاربردی باشد، اما تمام گزارش را بیان نمی‌کند، زیرا در فرکانس‌های گوناگون کاهش نویز را مشخص نمی‌کند.

## در هوانوردی
در دهه ۱۹۵۰، دکتر لارنس جروم فوگل سیستم‌هایی را به وجود آورد و اختراعاتی را در زمینه حذف فعال نویز به‌طور خاص در درمورد هوانوردی پیشنهاد کرد. این‌سیستم طوری طراحی شده‌است که سروصدا برای خلبان‌ها در بخش کابین را کاهش دهد و به آسان‌تر کردن ارتباط و محافظت از شنوایی کمک کند. فوگل به عنوان مخترع حذف نویز فعال شناخته می‌شود و او یکی از اولین سیستم‌های هدفون حذف صدا را طراحی کرد. بعد از آن، ویلارد میکر یک مدل کنترل نویز فعال طراحی کرد که برای محافظت از شنوایی پیشرفته روی گوش‌بندهای اطراف استفاده شد. هدست‌های هوانوردی با قابلیت حذف نویز در حال حاضر به‌طور معمول در دسترس هستند.
در سال ۱۹۸۹، شرکت بوز "سری I Aviation Headset" خود را معرفی کرد که به اولین هدست ANR تجاری در دسترس تبدیل شد. این دستگاه یک تابع حذف صدا داشت و با باتری‌هاینیکل-کادمیم (با طول عمر باتری اسمی ۸ ساعت) یا با برق از هواپیما تغذیه می‌شد. هدست‌های هوانوردی سری I aviation headsets با پنجره‌های شفاف و واضح روی گوشواره‌ها یا با توجه به اینکه کلید روشن/خاموش و کنترل صدا روی ماژول کنترل متفاوت قرار دارند، از هم تشخیص داده می‌شوند.
چندین شرکت هواپیمایی از هدفون‌های حذف نویز در کابین‌های تجاری و درجه یک خود استفاده می‌کنند. بوز در سال ۱۹۹۹ تهیهٔ هدفون‌های نویزحذف‌ساز را برای خطوط هوایی آمریکا شروع کرد و در سال ۲۰۰۰ خط «آرامش آرام» را برای مصرف‌کنندگان عمومی عرضه نمود. حذف صدا به ویژه برای صدای موتور هواپیما اثرگذار است. در این موارد، هدفون‌ها تقریباً به همان اندازهٔ هدفون‌های معمولی هستند. وسایل الکترونیکی که مکان آنها در قسمت پایه‌دستی هواپیما است، صدا را از میکروفون پشت هدفون دریافت می‌کنند، آن را معکوس می‌نمایند و دوباره به سیگنال صوتی اضافه می‌کنند که دراین صورت صدای پس زمینه کاهش پیدا می‌کند

## به عنوان کمک خواب
هدفون‌های نویزحذف‌ساز به عنوان کمک خواب نیز استفاده شده و می‌شوند. هر دو ایزوله کننده غیرفعال و حذف نویز فعال یعنی هدفون یا گوش‌گیر به امکان کاهش صداهای محیطی کمک می‌کنند، که به‌طور ویژه برای اشخاصی که دچار بی‌خوابی یا سایر اختلالات خواب هستند، که سر و صداهایی مانند بوق ماشین و خروپف روی خواب آنها مؤثر است، مفید می‌باشد. به همین دلیل، هدفون‌های خواب نویزحذف‌ساز و توپی‌های گوش برای پاسخگویی به این دسته از بیماران طراحی شده‌اند.

## سلامت و امنیت
یک خطر عمومی وجود دارد که گوش‌دادن به موزیک با صدای زیاد در هدفون‌ها می‌تواند موجب حواس‌پرتی شنونده شود و به آسیب و تصادف بینجامد. هدفون‌های نویزحذف‌ساز خطر بیشتری را به همراه دارند. چندین کشور و ایالت استفاده از هدفون را هنگام رانندگی یا دوچرخه سواری غیرقانونی اعلام کرده‌اند.
هنگامی که در ابتدا از هدفون‌های نویزحذف‌ساز استفاده می‌کنید، احساس فشار مانند معمولی است. این به دلیل عدم وجود صداهای با فرکانس پایین است که به عنوان اختلاف فشار بین گوش داخلی و خارجی درک می‌شود.

## اوتیسم
مطالعه دسامبر ۲۰۱۶ در مجله کاردرمانی هنگ‌کنگ نشان‌داد که هدفون‌های حذف نویز به کودکان مبتلا به اختلال طیف اوتیسم یاری می‌رساند تا از عهدهٔ رفتارهای مربوط به واکنش بیش از اندازه و محرک‌های شنوایی بر بیایند.

## معایب
هدفون‌های نویزحذف‌ساز اغلب اوقات قیمت بالاتری نسبت به هدفون‌های معمولی دارند. کنترل نویز فعال نیازمند برق است، که اغلب توسط یک درگاه USB یا یک باتری تأمین می‌شود که گاهی اوقات باید تعویض یا شارژ شود. بدون برق، برخی از سری‌ها حتی به عنوان هدفون‌های معمولی کار نمی‌کنند. هر باتری و وسایل الکترونیکی اضافی ممکن است اندازه و وزن هدفون را نسبت به هدفون‌های معمولی افزایش دهد. جریان حذف صدا ممکن است کیفیت صدا را کاهش دهد و صدای هیس با فرکانس بالا را اضافه کند، علی‌رغم اینکه کاهش صدا ممکن است منجر به کیفیت درک بالاتر صدا شود.